# Immortal (canción)
«Immortal» es una canción de la cantante y compositora galesa Marina Diamandis, conocida profesionalmente como Marina and the Diamonds. Es el tercer sencillo de su tercer álbum de estudio, Froot.

## Video musical
Diamandis subió el vídeo musical de esta canción el 31 de diciembre de 2014, el cual recibió más de 2.000.000 visitas.En el vídeo se puede observar a Diamandis cantando frente a una pared donde se proyectan viejos vídeos caseros sobre ella y sus seres queridos.
- Datos: Q18703796